# I Love Livin' in the City
I Love Livin' in the City – pierwszy singel zespołu Fear wydany w 1978 przez wytwórnię Criminal Records. W 1988 utwory z singla włączono do reedycji CD płyty More Beer.

## Lista utworów
1. "I Love Livin' in the City" (L. Ving) – 1:54
2. "Now Your Dead (Musta Bin Somthin You Said)" (L. Ving) – 2:00

## Skład
- Lee Ving – śpiew
- Philo Cramer – gitara
- Derf Scratch – gitara basowa
- Spit Stix – perkusja

produkcja
- Fear – producent